# 맥라렌 P1
맥라렌 P1(영어: McLaren P1)은 맥라렌 오토모티브에서 제조한 하이브리드 슈퍼카로 맥라렌 F1의 후속차량이다. 페라리 라페라리, 포르쉐 918 스파이더 등과 같이 하이브리드 슈퍼카로 손꼽히는 차량이다.
가솔린 엔진(V8 737마력)과 전기모터(179마력)가 합해져서 총 916마력을 내고 속도는 350km/h에서 제한되어 있다. 2012년 파리 모터쇼에서 공개하였다.

## 사양
P1의 엔진은 트윈 터보 차저(3.9L) 3,799cc V8 916 마력(트윈 터보 엔진(737마력) + IPAS 시스템(Instant Power Assist System) (179마력) 엔진을 탑재하였다. 그리고 토크는 91.8kg.m이다

## 변형 차종

### P1 GTR (2015년, 2016년)

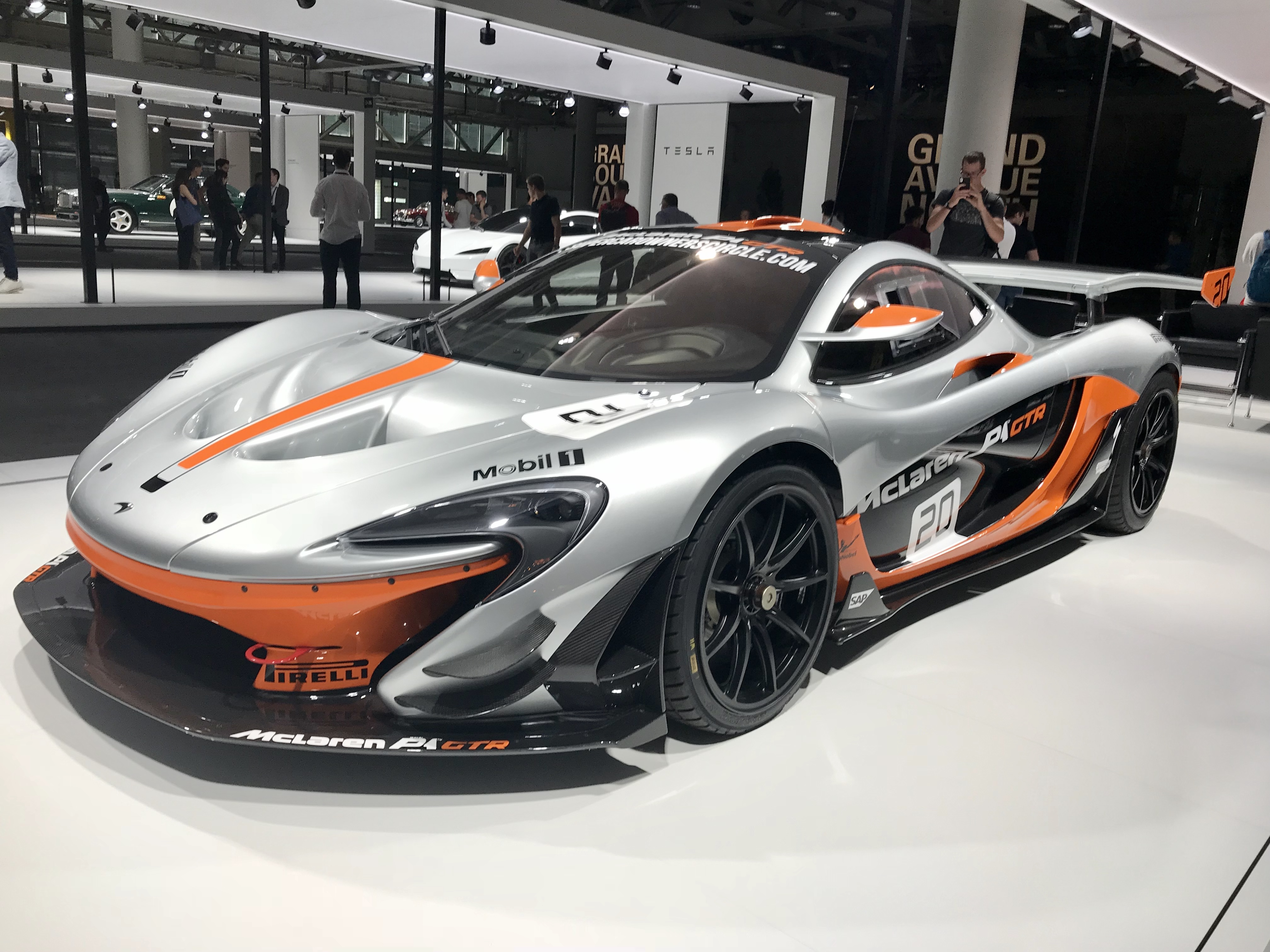
P1 GTR의 외부

1995년 르망 24시 우승 이후, 맥라렌은 트랙 전용 버전인 P1 GTR을 발표하였다.
컨셉 카는 2014년 8월 2014 Pebble Beach Concours d' Elegance에서 데뷔하였으며, P1 GTR의 생산 모델은 2015년 제네바 모터쇼에서 공식적으로 공개되었다.

### P1 LM (2016년, 2017년)
P1 GTR의 공도용 버전이며 성능과 가격은 P1 GTR이랑 동일하다.

### P1 GTR-18 (2018년)
2020년 4월 Lanzante Motorsport는 P1 GTR의 공도 주행 변환을 6번 더 수행할 것이라고 발표하였다. 이 변환은 원-오프 P1 GT에서 발견된 것과 동일한 롱테일(영어: Longtail→긴 꼬리) 차체와 수정된 리어 윙, 더 큰 프론트 스플리터 및 다운 포스 증가를 위한 루버를 사용하였다. P1 GTR-18 섀시 #1 (GTR 섀시 # 1)은 'Gulf Team Davidoff' 번호로 도색되어 있다.

## 원-오프 스페셜

### P1 GT (2018년)

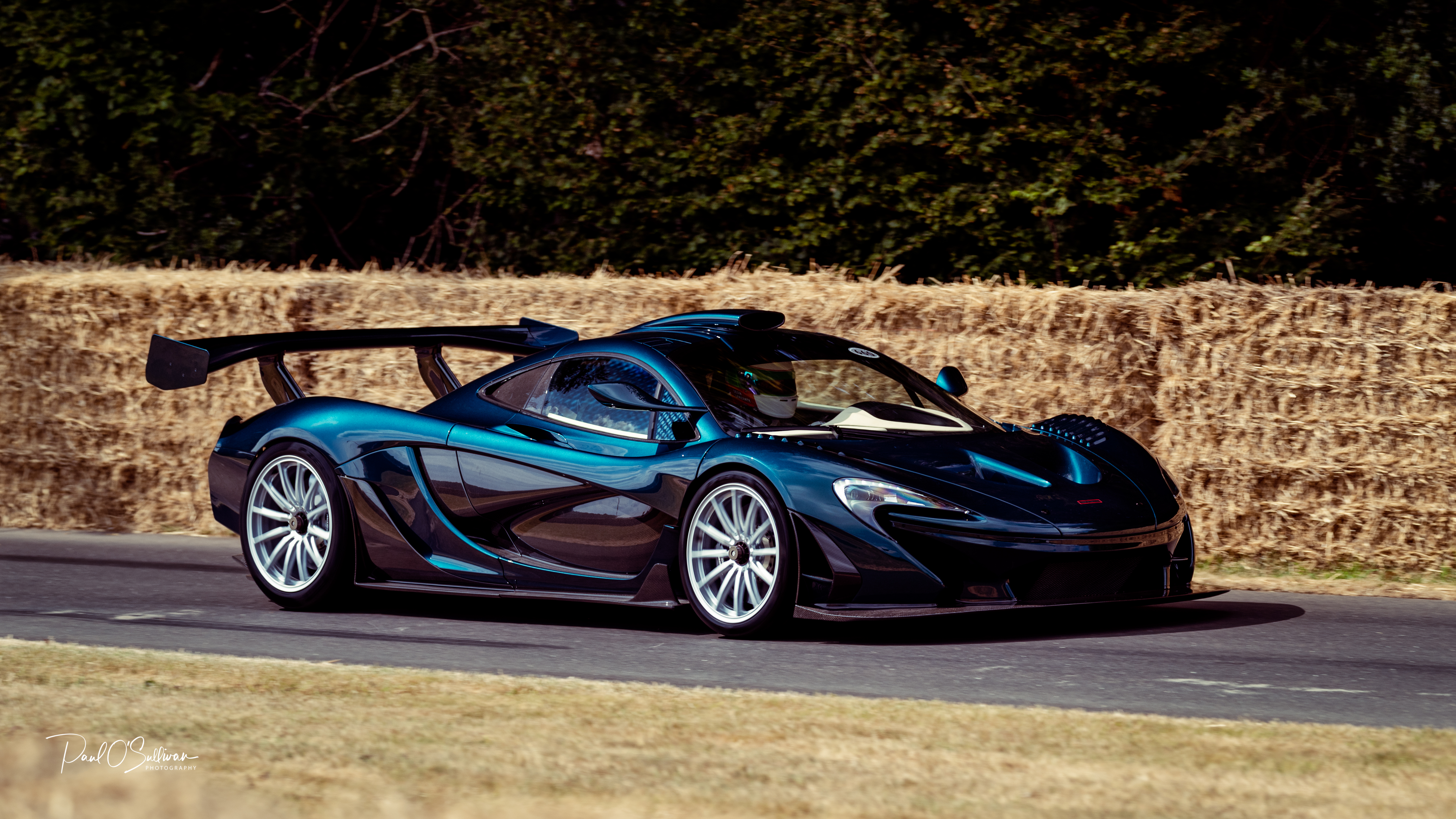
2018 굿우드 페스티벌 오브 스피드에서 공개된 P1 GT

P1 GTR을 공도 주행 사양으로 수정하고 P1 LM을 개발한 란잔테 모터스포츠는 2018 굿우드 페스티벌 오브 스피드에서 P1 GTR을 기반으로 한 원-오프 스페셜을 선보였다. P1 GT라는 새 차는 중동에서 온 고객의 의뢰로 제작되었으며 1990년대 맥라렌 F1 GT 승인 특별에서 영감을 받아 일반 차량보다 더 공격적인 차체가 포함되어 있다. 외부 수정에는 더 긴 후면 섹션, 더 큰 후면 날개, 더 길어진 전면 스플리터, 통기식 전면 펜더, 전면 카나드 제거, 원래 이중 배출구 설계 대신에 쿼드 배기 시스템 및 수정된 후면 디퓨저가 포함된다. 내부는 고정된 스포츠 시트와 황갈색 및 녹색 색상의 알칸타라 실내 장식과 레이싱 스티어링 휠 및 탄소 섬유 비트가 특징이며 외부는 원래 승인 스페셜에 경의를 표하는 실버스톤 녹색 차체가 특징이며 파워트레인 수정 및 성능 수치는 아직 알려지지 않았지만 광범위한 수정으로 인해 일반 차량에 비해 증가했을 가능성이 크다.

### P1 GTR 맥라렌 생산 부서 (2018년)
'Beco'라고도 불리는 모델은 아일톤 세나가 첫 포뮬러 원 월드 챔피언십을 확보한 30주년을 기념하는 맥라렌 P1 GTR의 맞춤형 버전이다. 맥라렌 MP4/4 포뮬러 원 머신, 말보로 상징에서 영감을 받은 테일윙이 포함되어 있다.

## 랩 기록
맥라렌 오토모티브는 Nürburgring Nordschleife의 평균 속도가 179 km/h (111 mph)를 초과하는 7분 미만의 랩을 발표했지만 정확한 시간은 공개되지 않았다.그러나 P1 LM은 Nordschleife에서 로드 카의 기록적인 시간 인 6:43.22로 기록을 경신하였다.

## 비디오 게임에서의 등장
- 아스팔트 8: 에어본 - P1, P1 GTR
- 아스팔트 9: 레전드 - P1
- GTA
- BeamNG.drive
- 니드 포 스피드: 페이백

## 갤러리

도색
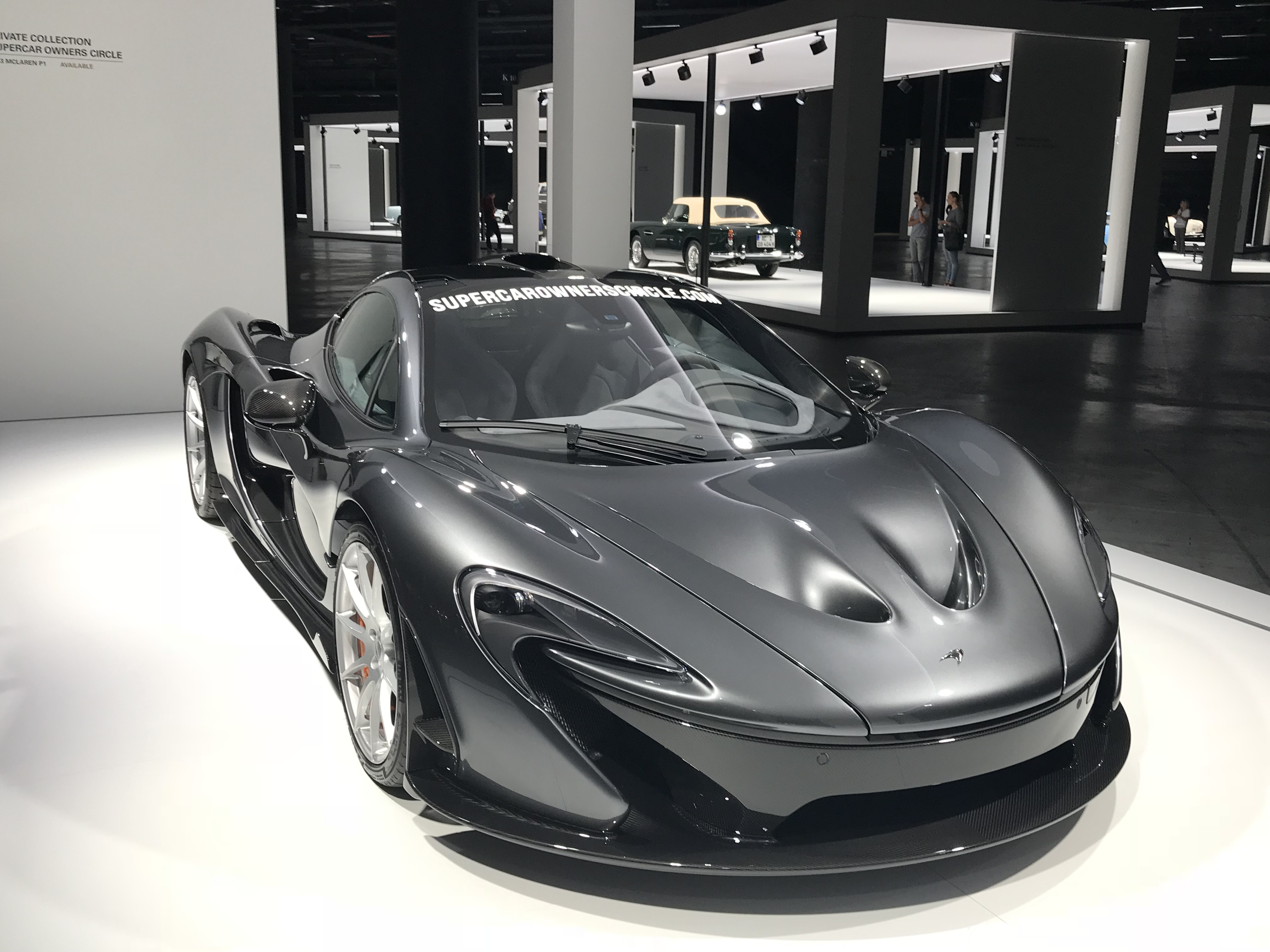
다크 그레이
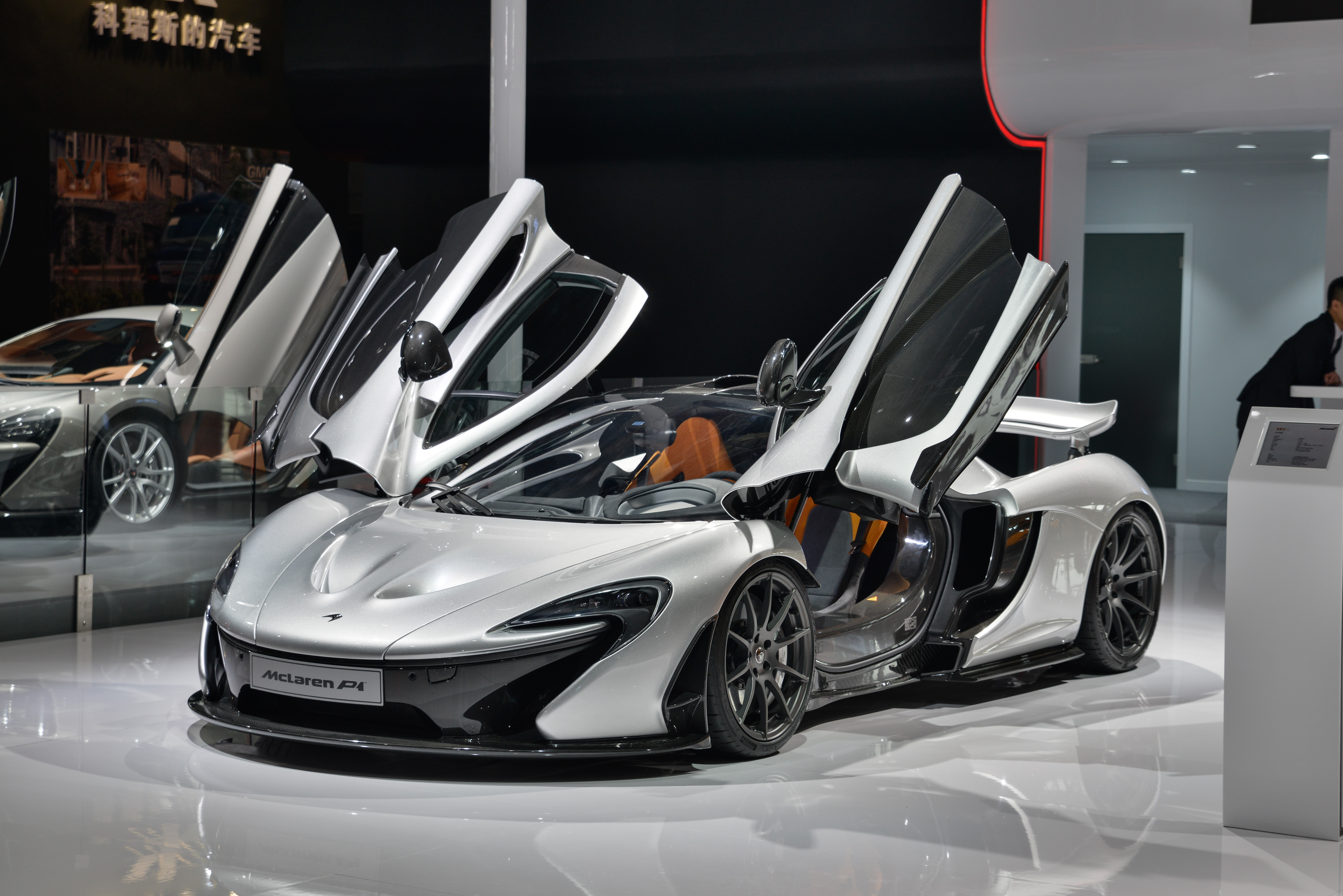
실버
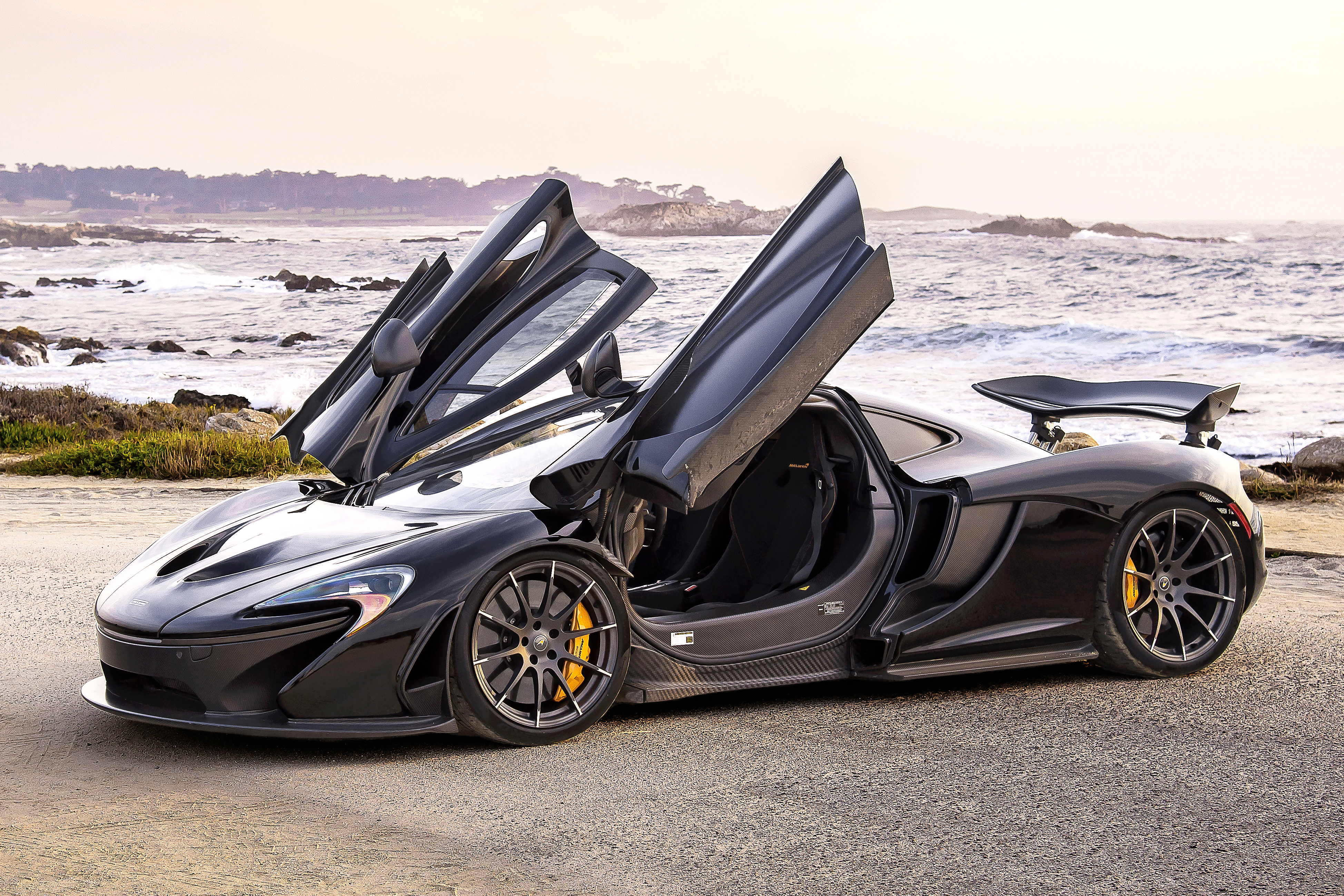
블랙
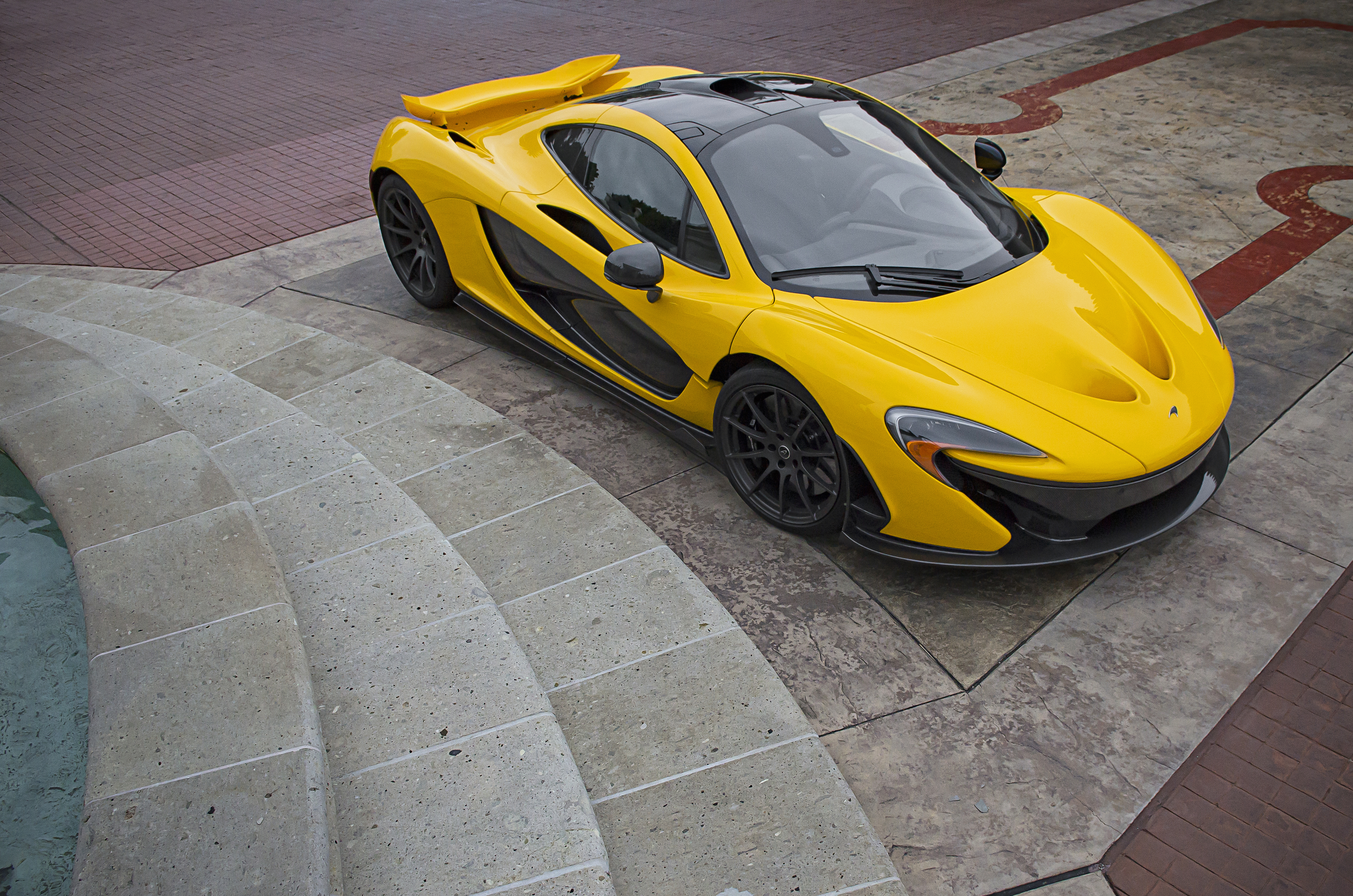
옐로우
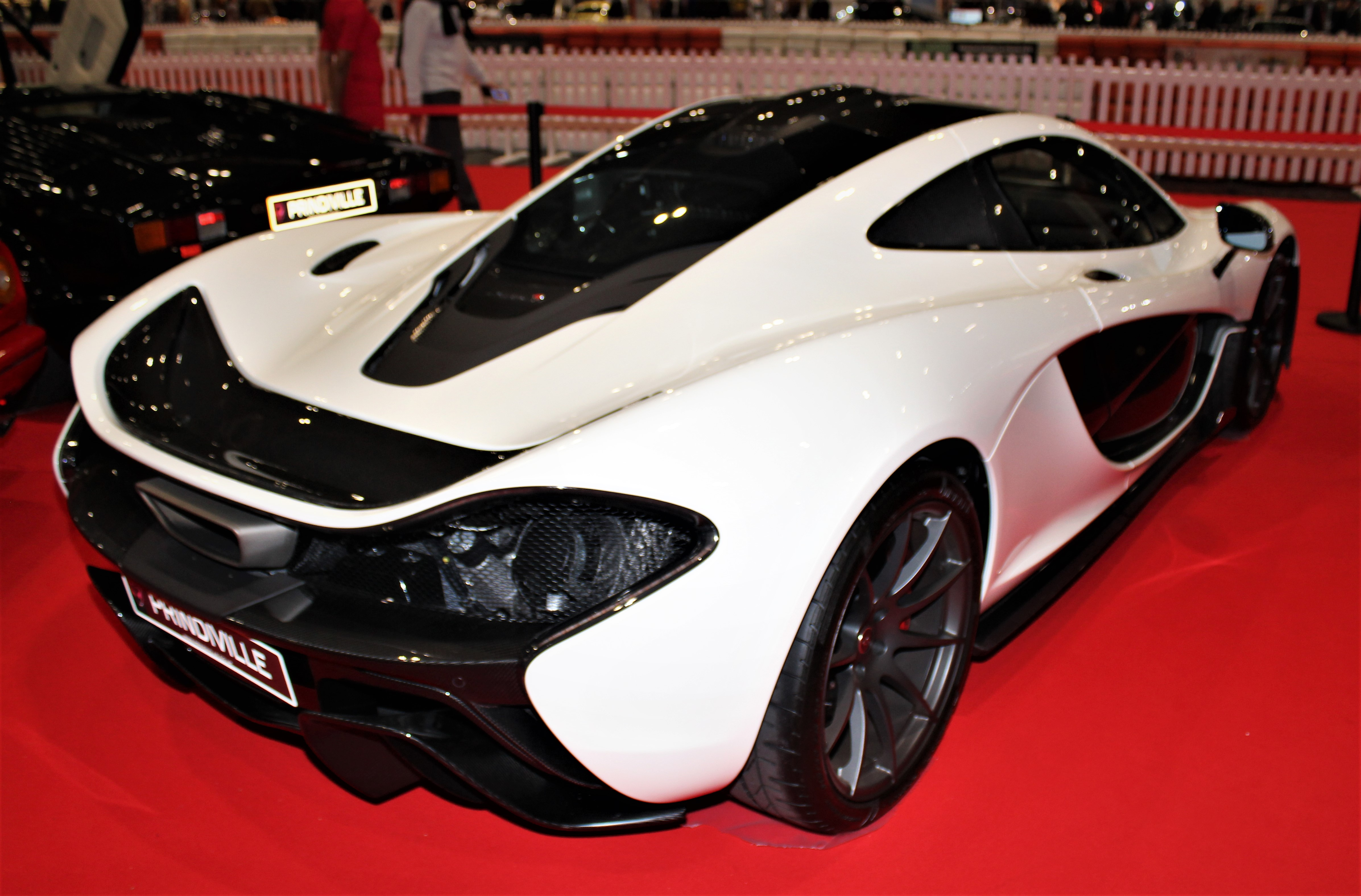
화이트
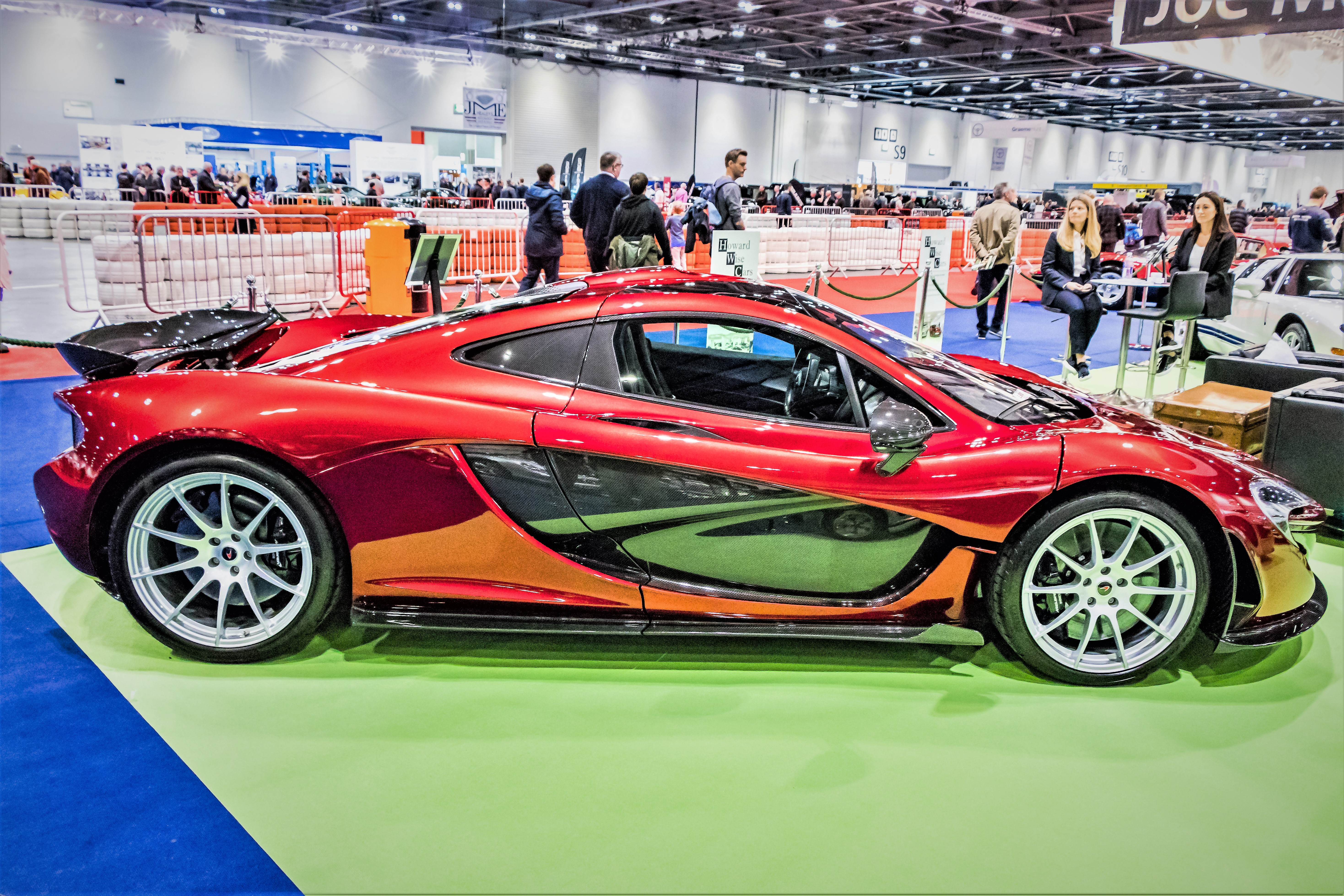
진주 빛 레드